# Вертикализатор
Вертикализа́тор (сте́ндер) — вспомогательное устройство, позволяющее инвалидам и пациентам в период реабилитации после травмы принимать вертикальное положение с целью профилактики негативных последствий длительного пребывания сидя и лежа (лёгочной и почечной недостаточности, пролежней, остеопороза, депрессии).
Назначается больным со следующими диагнозами: поражения спинного мозга, физические травмы головного мозга, ДЦП, Расщепление позвоночника, мышечная дистрофия, рассеянный склероз, инсульт и т. д.
Типы вертикализаторов:
- Передний вертикализатор — вертикализатор, находясь в котором пациент опирается на живот. Большинство вертикализаторов относятся к переднему типу.
- Задний вертикализатор — вертикализатор, находясь в котором пациент фиксируется на опоре под спину и постепенно поднимается из положения лёжа. Назначается пациентам с серьёзными нарушениями функций опорно-двигательного аппарата, а также не способным самостоятельно держать голову.